# Levi Colwill
Levi Samuels Colwill (Southampton, Inglaterra, 26 de febrero de 2003) es un futbolista británico que juega como defensa en el Chelsea F. C. de la Premier League.

## Trayectoria
Nacido en Southampton, se incorporó al Chelsea F. C. en la categoría sub-9, habiendo jugado anteriormente en el City Central.
En junio de 2021 se incorporó al Huddersfield Town A. F. C. de la EFL Championship en calidad de cedido. Debutó como profesional en la victoria por 4-2 en la tanda de penaltis contra el Sheffield Wednesday F. C. en la Copa de la Liga el 1 de agosto. Marcó su primer gol con el Huddersfield, un gol de última hora, en la victoria por 2-1 en el campo del Sheffield United F. C. el 21 de agosto. A lo largo de la temporada sufrió problemas de tobillo, rodilla y cadera, así como COVID-19.
El 29 de mayo de 2022 marcó un autogol cuando el Huddersfield perdió por 1-0 ante el Nottingham Forest F. C en la final del play-off de la Championship 2021-22. Ese mismo año le llegó la oportunidad de jugar en la Premier League después de ser cedido en agosto al Brighton & Hove Albion F. C. el mismo día que Marc Cucurella hacía el camino inverso.

## Selección nacional
Ha representado a Inglaterra en las categorías sub-16 y sub-17. Con la selección sub-17 ganó la Copa Syrenka en 2019.
El 27 de agosto de 2021 recibió su primera convocatoria para la Inglaterra sub-21.
El 10 de noviembre de 2021 debutó con la selección inglesa sub-19 y la capitaneó, en la victoria por 4-0 contra Andorra en un partido de clasificación para el Campeonato de Europa Sub-19 de la UEFA 2022. Seis días después, marcó su primer gol con la selección sub-19 durante una victoria por 2-0 contra Suecia.
El 25 de marzo de 2022 debutó con la Inglaterra sub-21 durante la victoria por 4-1 contra Andorra en Dean Court.
El 13 de octubre de 2023 disputó su primer encuentro con la selección absoluta en un amistoso ante Australia que ganaron por la mínima.

## Estilo de juego
Ha sido comparado con John Terry.

## Vida personal
Barry y Byron Mason, quienes son sus tíos, ganaron la Final de la FA Vase de 2014 con el Sholing F. C., y él salió en el Estadio de Wembley como mascota. Otro de sus tíos también jugó en el Sholing.

## Estadísticas

### Clubes
Actualizado al último partido disputado el 13 de julio de 2025.
| Club                                    | Div.          | Temporada     | Liga  | Liga  | Liga   | Copas nacionales | Copas nacionales | Copas nacionales | Copas internacionales | Copas internacionales | Copas internacionales | Total | Total | Total  |
| Club                                    | Div.          | Temporada     | Part. | Goles | Asist. | Part.            | Goles            | Asist.           | Part.                 | Goles                 | Asist.                | Part. | Goles | Asist. |
| --------------------------------------- | ------------- | ------------- | ----- | ----- | ------ | ---------------- | ---------------- | ---------------- | --------------------- | --------------------- | --------------------- | ----- | ----- | ------ |
| Huddersfield Town A. F. C. Inglaterra   | 2.ª           | 2021-22       | 31    | 2     | 1      | 1                | 0                | 0                | —                     | —                     | —                     | 32    | 2     | 1      |
| Huddersfield Town A. F. C. Inglaterra   | Total club    | Total club    | 31    | 2     | 1      | 1                | 0                | 0                | 0                     | 0                     | 0                     | 32    | 2     | 1      |
| Brighton & Hove Albion F. C. Inglaterra | 1.ª           | 2022-23       | 17    | 0     | 2      | 5                | 0                | 0                | —                     | —                     | —                     | 22    | 0     | 2      |
| Brighton & Hove Albion F. C. Inglaterra | Total club    | Total club    | 17    | 0     | 2      | 5                | 0                | 0                | 0                     | 0                     | 0                     | 22    | 0     | 2      |
| Chelsea F. C. Inglaterra                | 1.ª           | 2023-24       | 23    | 1     | 1      | 9                | 0                | 0                | —                     | —                     | —                     | 32    | 1     | 1      |
| Chelsea F. C. Inglaterra                | 1.ª           | 2024-25       | 35    | 2     | 1      | 0                | 0                | 0                | 8                     | 0                     | 1                     | 43    | 2     | 2      |
| Chelsea F. C. Inglaterra                | Total club    | Total club    | 58    | 3     | 2      | 9                | 0                | 0                | 8                     | 0                     | 1                     | 75    | 3     | 3      |
| Total carrera                           | Total carrera | Total carrera | 106   | 5     | 5      | 15               | 0                | 0                | 8                     | 0                     | 1                     | 129   | 5     | 6      |

## Palmarés

### Títulos internacionales
| Título                            | Equipo        | Sede           | Año  |
| --------------------------------- | ------------- | -------------- | ---- |
| Liga Conferencia de la UEFA       | Chelsea F. C. | Breslavia      | 2025 |
| Copa Mundial de Clubes de la FIFA | Chelsea F. C. | Estados Unidos | 2025 |